# 邵謁
邵謁（?—?），广东韶州翁源人。
早年在縣衙任小吏。一日，縣長令其鋪床接待客人，邵謁不應，縣長怒而斥之。邵謁割下頭髮，懸於縣門而去，发誓“学业不成有如髮”。後至羅江水（今翁江）河心小島上隱居攻讀。咸通七年（866年）赴長安，入國子監，得溫庭筠賞識，登進士第，世称“岭南五才子之一”。溫庭筠稱其詩“識略精微，堪裨教化，聲詞激切，曲備風謠，標題命篇，時所難著”。今翁江上游江中心有一「书堂石」是當年邵谒隐居苦读之所。